# Steve Pinau
Steve Pinau (Le Mans, 11 marzo 1988) è un calciatore francese, attaccante del Mouans Sartoux.

## Caratteristiche tecniche
È un attaccante che può anche giocare nel ruolo di ala sinistra.

## Carriera
Dopo una lunga permanenza nelle giovanili del Monaco, ha  esordito in Ligue 1 nella stagione 2007-2008, mettendosi subito in mostra. È stato infatti nel giro delle Nazionali giovanili francesi.
Nell'estate 2008 il Genoa lo ha tesserato da svincolato facendogli firmare un contratto fino al 2013.
Una settimana dopo è stato ceduto in prestito agli scozzesi dell'Hibernian.
Ha segnato il suo primo gol con la maglia degli Hibs il 26 agosto 2008 in Coppa di Lega scozzese contro il Greenock Morton.
A maggio del 2009, anche per le poche partite disputate (solo 8, senza reti), decide di tornare anticipatamente presso la società ligure rispetto alla naturale scadenza del prestito. Il 31 luglio 2009 si trasferisce nuovamente in prestito dal Genoa, questa volta nella Challenge League svizzera, nel Lugano. A febbraio 2010 passa in prestito al Athlétic Club Arles-Avignon in Francia.
Il 31 agosto 2010 il Genoa ufficializza un nuovo prestito all'Aviron Bayonnais Football Club.
Rimasto al termine del prestito all'Aviron Bayonnais Football Club, nel 2012 viene ingaggiato dal Clermont Foot Auvergne.
Successivamente militerà in vari club minori francesi, portoghesi e statunitensi.